# Économie des Fidji

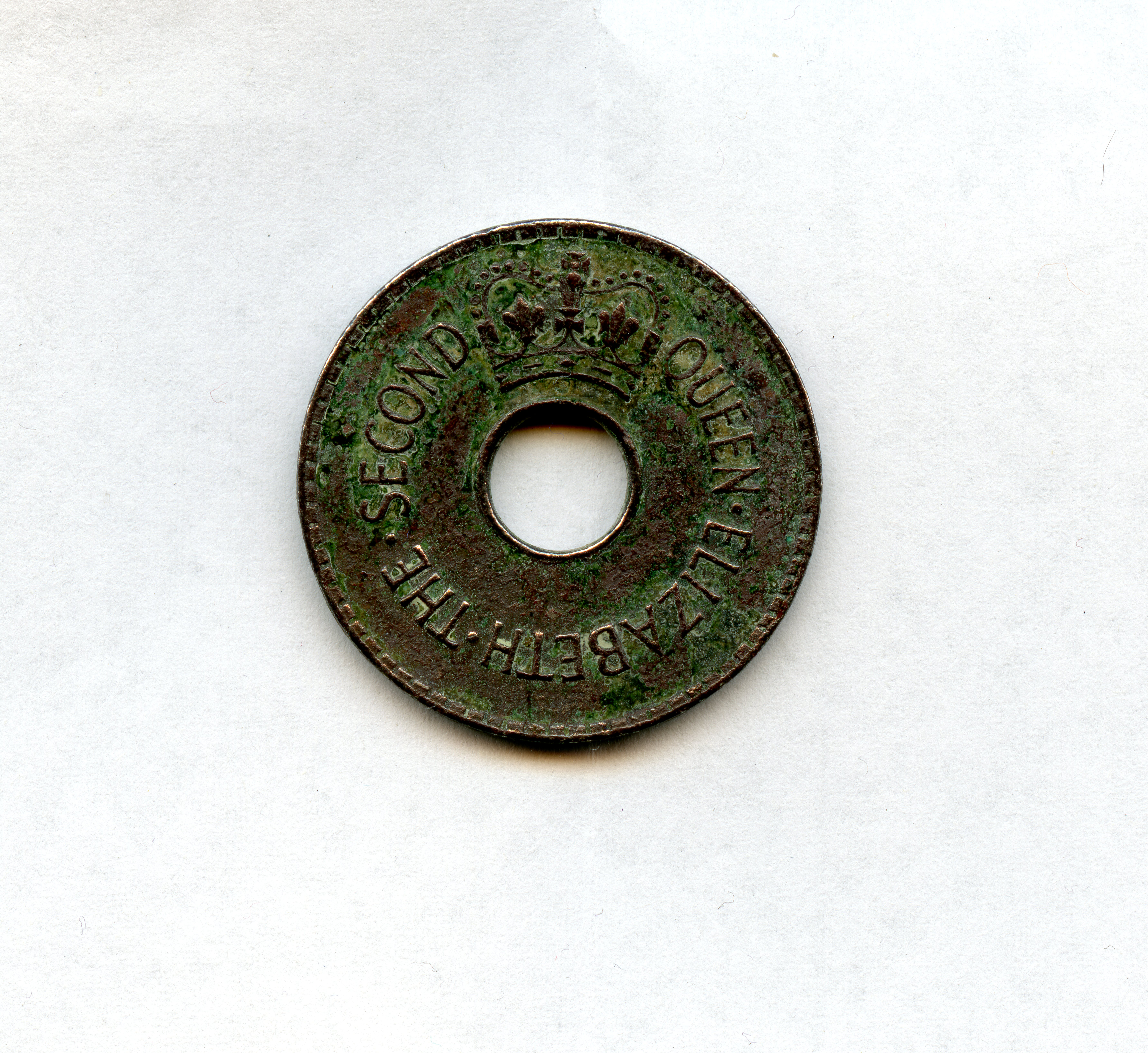
Penny des Fidji frappé en 1957

 (octobre 2022).
 (octobre 2022).

## Statistiques de l'économie

### Revenu
Produit intérieur brut (PIB): 4,94 milliard de dollars (2022)
à parité de pouvoir d'achat - 4,94 milliard de dollars; 5 300 $ par habitant (2022)
Taux de croissance du PIB :  16.1% (2022)
Population sous le seuil de pauvreté :
24,1 % (2019)

### Taux d'inflation
4,5 % (2022)

### Main d'œuvre
Taux de chômage : 4.0 % (2024)

### Budget
Revenus :
1,084 milliard de dollars (2013)
Dépenses :
1,459 milliard de dollars (2022)

### Industries
Tourisme (18 % du PIB en 2010), sucre, textile, coprah, or, argent, bois
Taux d'accroissement de la production industrielle :
2,5 % (2013)

### Ressources minières
- or : découvert en 1868 (Vita Levu, sud, embouchure de la Nava ; ruée vers l'or 1870-1930 ; extraction de 7 millions d'onces d'or de 1936 à 2006.
- bauxite : à partir de 2012, exportation vers la Chine de 60.000 tonnes de minerai de bauxite[4].

### Électricité
Électricité - production :
1134 GWh (2021)
Électricité - consommation :
1028 GWh (2021)

### Agriculture
Productions agricole :
sucre de canne, noix de coco, manioc (tapioca), riz, patates douces, bananes; bétail, porcs, chevaux, chèvres; poisson
Autres : Produits pétroliers, boissons et alcool, perles, bois

### Exportations
739,2 million de dollars (2022)
Marchandises d'exportation : sucre, vêtements, or, bois
Pays d'exportation :
États-Unis 20,5 %, Australie 16,5%, Nouvelle-Zélande 8.2 %, Tonga 5,8 %, Chine 5,7% (2021)

### Importations
2,116 milliards de dollars (2021)
Marchandises d'importation :
Produits pétroliers, machineries et équipements de transport, nourriture, produits chimiques
Pays d'importation  : Singapour 17,1 %, Australie 16,9 %, Chine 15 %, Nouvelle-Zélande 14,8 %,  États-Unis 10,6 %(2012)

### Dette et aides
Dette - extérieure:
779,9 millions de dollars (janvier 2014)
Aide économique :
40,3 millions de dollars (1995)

### Monnaie
1 dollar fidjien (FJD) = 100 cents
Taux de change :
Dollar fidjien pour 1 USD - 2,27 (Septembre 2023)